# Georgische Militaire Weg

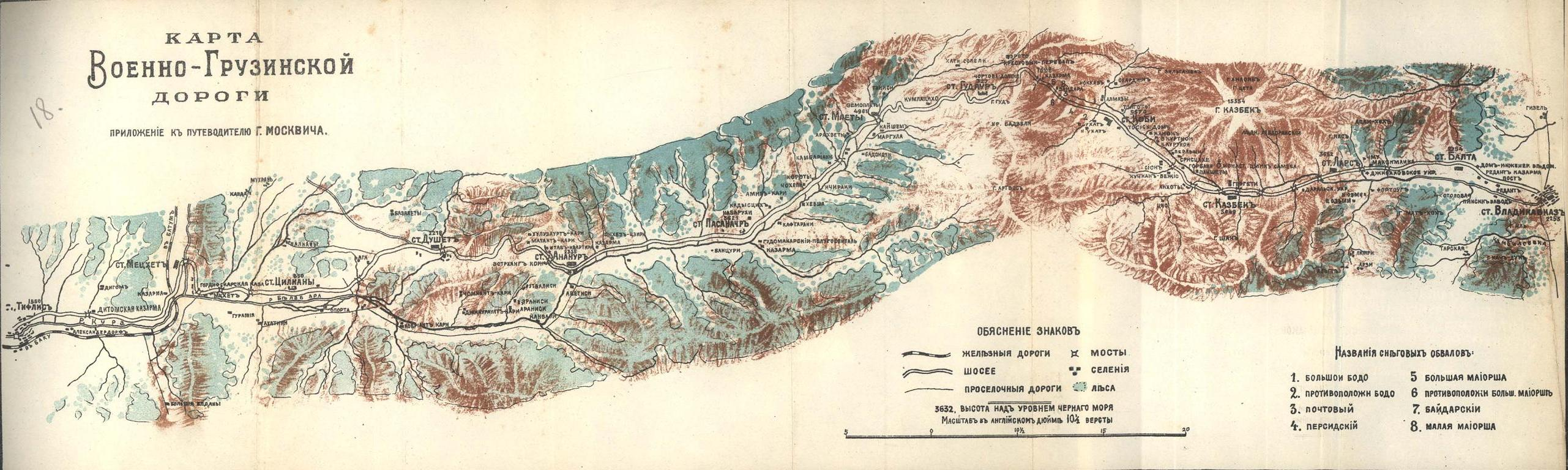
Georgische Militaire Weg. Links Tbilisi, rechts Vladikavkaz.

De Georgische Militaire Weg (Russisch: Военно-Грузинская дорога, [Vojenno-Groezinskaja doroga], Georgisch: საქართველოს სამხედრო გზა , sakartvelos samchedro gza) is een historische naam voor de belangrijkste weg door de Kaukasus die Georgië met Rusland verbindt. De weg heeft een lengte van ruim 200 kilometer (126 mijl) en bereikt een maximale hoogte van 2379 meter bij de Dzjvaripas.
De Georgische Militaire Weg speelde een belangrijke rol in de Russisch-Georgische relaties en de expansie van het Russische Rijk in Transkaukasië. In de 21e eeuw is de weg verdeeld over de Georgische S3 en de Russische A-161, en is geheel onderdeel van de Europese E117.

## Route

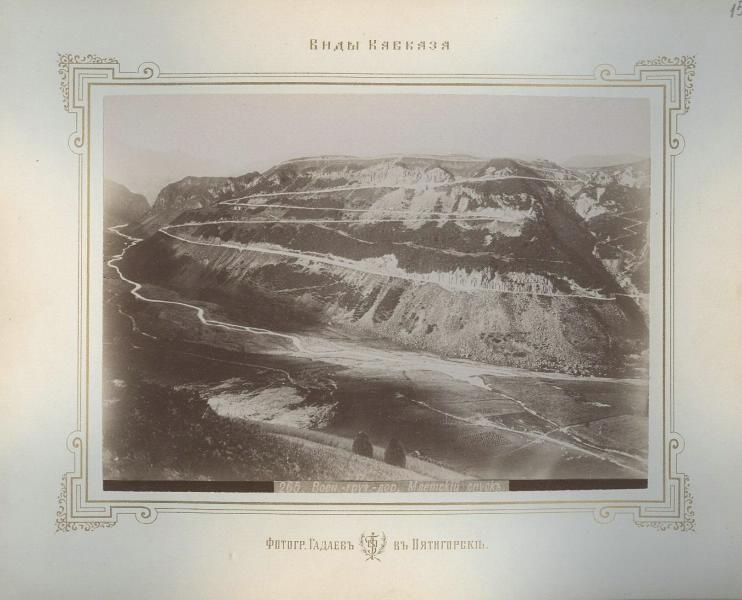
De klim van Mleta naar Goedaoeri, 1880-1890

De Georgische Militaire Weg loopt oorspronkelijk van de Georgische hoofdstad Tbilisi naar het Russische Vladikavkaz en volgt de traditionele route die door de eeuwen heen werd gebruikt door indringers en handelaren. In de 21e eeuw wordt de naam vooral gebruikt als alternatieve verwijzing naar de S3 die ten noorden van Tbilisi begint. 
De historische weg volgt vanuit hoofdstad Tbilisi de rechteroever van de rivier Mtkvari langs het historische Mtscheta en vandaar ruim 100 kilometer stroomopwaarts de vallei van de rivier Aragvi via Pasanaoeri. Onder het vroegere poststation en tegenwoordige skiresort Goedaoeri (2200 meter boven zeeniveau) bevindt zich een steile klim met haarspeldbochten vanuit de Aragvi rivierkloof naar Goedaoeri. De weg passeert daarna het Rusland-Georgië Vriendschapsmonument ter ere van het 200-jarige jubileum van het Verdrag van Georgiejevsk om via de 2379 meter hoge Dzjvaripas (Kruispas, Russische naam Krestovipas) de waterscheiding en bergkam van de Grote Kaukasus over te steken. Na de Dzjvaripas volgt de route de rivier de Terek en gaat via Stepantsminda door de diepe Darjalkloof die de grens vormt met Rusland langszij de Terek naar de Noord-Osseetse hoofdstad Vladikavkaz. In de late herfst en winter raakt de weg besneeuwd en kunnen lawines ontstaan, waardoor de weg onbegaanbaar wordt of zelfs tijdelijk gesloten wordt wat frequent tot transportvertragingen leidt. Ook zijn er regelmatig grote aardverschuivingen in de Darjalkloof.

## Geschiedenis

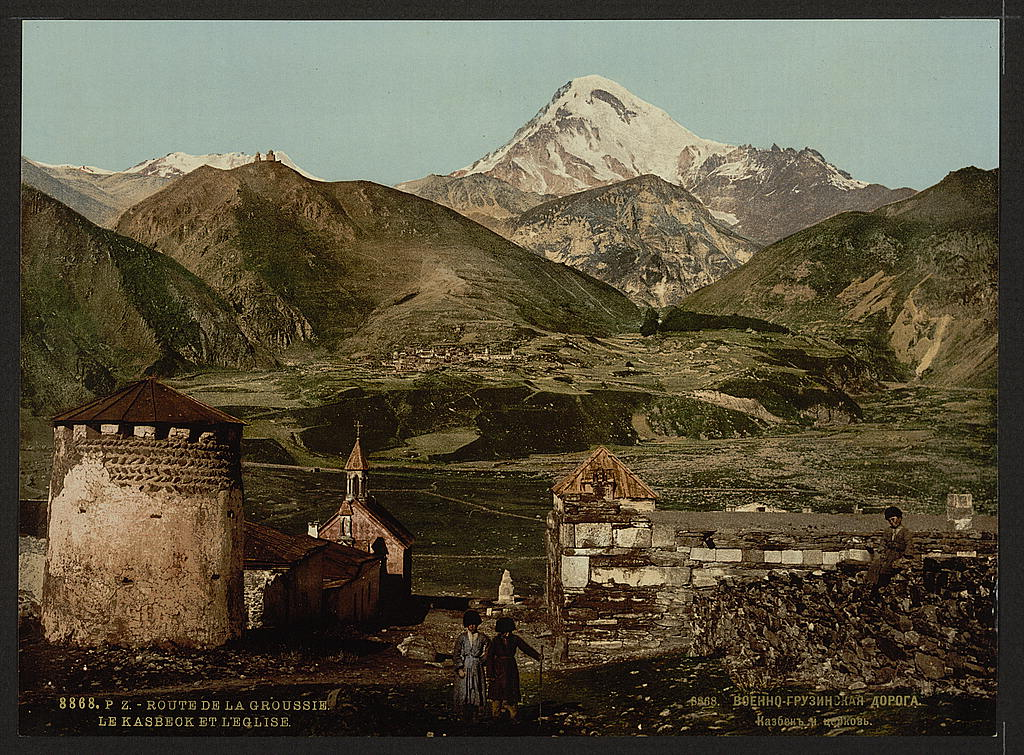
19e-eeuwse ansichtkaart van de weg met de Kazbek op de achtergrond

De route was eeuwenlang een van de meest geschikte maar ook voor Georgiërs best te verdedigen doorgangen door de Grote Kaukasus over een betrekkelijk lage pas en door de nauwe Darjalkloof. De route werd gebruikt door het Russische Rijk om zijn macht uit te breiden naar Transkaukasië nadat het Georgische Koninkrijk Kartli-Kachetië in 1783 door het Verdrag van Georgiejevsk een Russisch protectoraat werd. De route werd na de Russische annexatie in 1801 van Kartli-Kachetië uitgebreid tot een transportweg en kreeg de bijnaam 'Georgische Militaire Weg'.. 

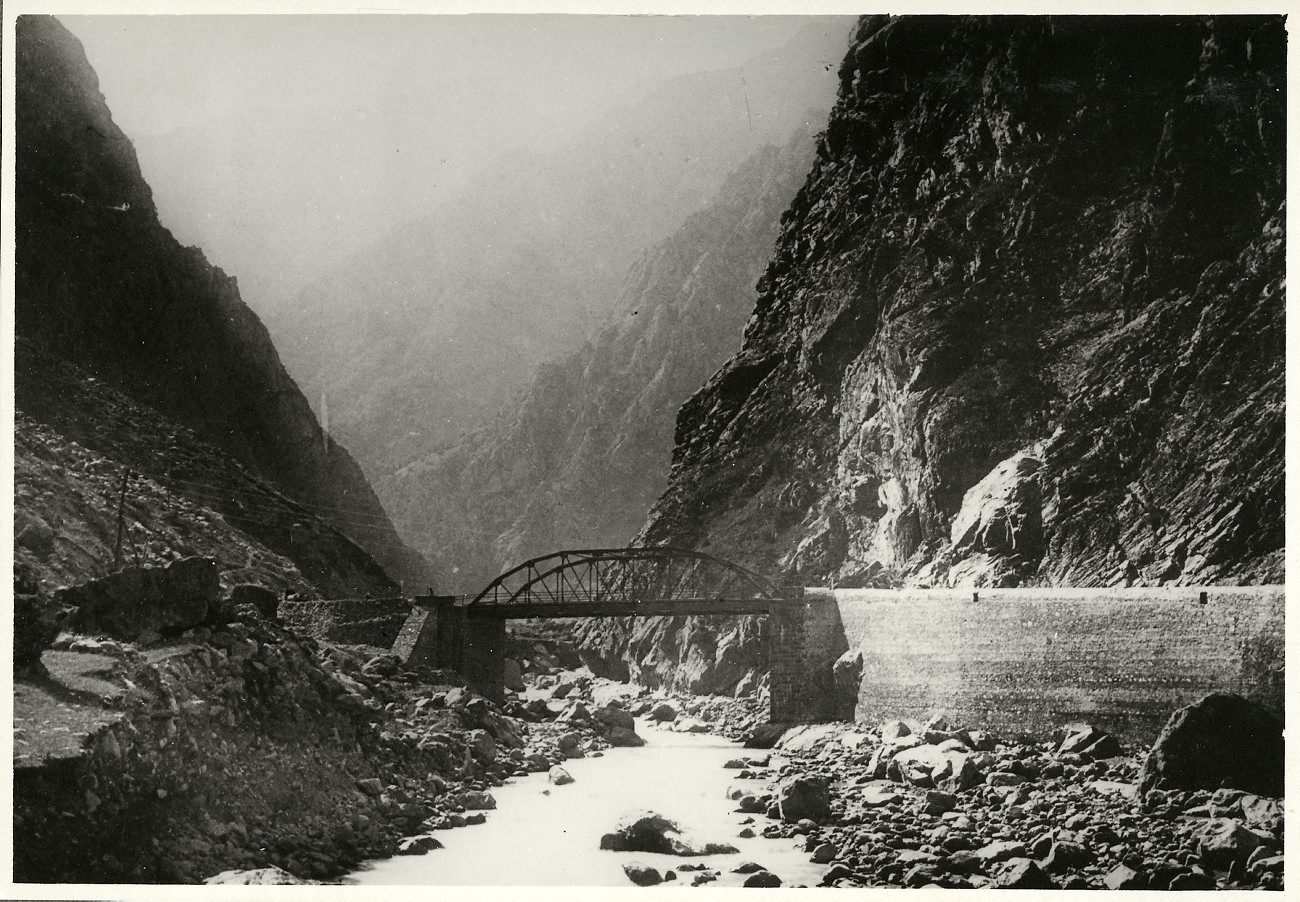
Darjalkloof

Tsaar Alexander I beval generaal Aleksej Jermolov, de opperbevelhebber van de Russische troepen in de Kaukasus (1817-1827), om het wegdek te verbeteren om troepenbewegingen en communicatie te vergemakkelijken. Lord Bryce beschreef in 1876 dat de opwaardering £ 4 miljoen gekost had (gelijk aan £ 391 miljoen in 2020) en dat het werk van hoge kwaliteit was, met twee of drie rijstroken en "ijzeren bruggen over de stromen", iets wat hij verbazingwekkend vond, aangezien er in Rusland in die tijd vrijwel geen goede wegen bestonden. De Georgische Militaire Weg speelde een belangrijke rol in de economische ontwikkeling van Transkaukasië en het verloop van de Kaukasusoorlog.
In de Sovjet-Unie werd de belangrijkheid van de route erkend toen in 1960 een lijst van 37 genummerde "hoofdwegen van nationaal belang" voor de 15 Socialistische Sovjetrepublieken werd aangenomen en de Georgische Militaire Weg onderdeel werd van Sovjet route 16 "Beslan – Ordzjonikidze (Vladikavkaz) – Tbilisi – Leninakan (Gjoemri) – Jerevan".
In 1982 introduceerde de Sovjet-Unie een nieuw systeem met drie niveaus, namelijk M, A en R wegen. De Georgische Militaire Weg werd toen onderdeel van de A-301 "Tbilisi (Natachtari) – Beslan". Dit werd na de Georgische onafhankelijkheid in 1991 nog enige jaren aangehouden en in 1996 kwam het huidige Georgische systeem met onder meer de (S-)categorie "weg van internationaal belang". Het Georgische deel van de A-301 werd de S3 "Mtscheta – Stepantsminda – Lars (grens van de Russische Federatie)". In Rusland bleef het oude nummer A-301 nog tot 2018 in stand (ook als R-301). Sinds 2018 is het Russische segment naar A-161 omgenummerd.

## Bezienswaardigheden
De weg loopt met name in het Georgische deel door een pittoresk landschap met bijvoorbeeld de Kazbek, de Darjalkloof, Drievuldigheidskerk van Gergeti, de oude stad Mtscheta (de historische hoofdstad van Georgië), het Dzjvariklooster uit de 6e eeuw, het middeleeuwse fort van Ananoeri en het Zjinvali-reservoir.